# Мусаси, Гегард
Гегард Мусаси (Мовсесян) (арм. Գեղարդ Մովսեսյան; нидерл. Geghard Movsesyan; 1 августа 1985, Тегеран, Иран) — профессиональный боец смешанных единоборств. Выступает за команду Джуроджин Лейдене, Нидерланды и является членом команды Red Devil Sport Club. В настоящее время выступает под эгидой Bellator MMA. Двукратный чемпион Bellator MMA в среднем весе, бывший чемпион Strikeforce в полутяжелом весе, бывший чемпион Dream в среднем весе, бывший чемпион Dream в полутяжелом весе, а также являлся чемпионом Cage Warriors в средней весовой категории. Таким образом Мусаси является шестикратным чемпионом Мира. В момент ухода из Ultimate Fighting Championship, в июле, 2017 года, он занимал 4 строчку официальных рейтингах средневесов UFC. В настоящее время занимает 5 строчку в мировом рейтинге средневесов по версии Fight Matrix. В 2008 году был признан бойцом года по версии Bleacher Report, а в 2009 году был признан лучшим бойцом Европы по версии журнала World MMA Awards. Помимо смешанных единоборств, Мусаси провел восемь профессиональных боев по кикбосингу, выиграв во всех из них. Также он выступал в любительском боксе (12-1) и владеет чёрным поясом по дзюдо.
Бразильский портал combat.com ставит Мусаси на 25 место среди лучших бойцов в истории смешанных единоборств.
В списке побежденных Гегардом бойцов находятся: Витор Белфорт, Дэн Хендерсон, Крис Вайдман, Марк Хант, Роналду Соуза, Дуглас Лима, Лиото Мачида,Тиаго Сантос, Ренату Собрал, Эктор Ломбард, Мелвин Манхуф, Дэнис Канг, Рори Макдональд и другие известные бойцы.

## Биография
Гегард Мусаси родился в армянской семье в Иране во время ирано-иракской войны. У него есть родственники в Иране и Армении. Мусаси является христианином. В 8-летнем возрасте Гегард и его семья переселились в Лейден в Нидерландах, Гегард окончил начальную школу до того, как заинтересовался боевыми искусствами. Мусаси начал обучение дзюдо в возрасте восьми лет и позже боксом в возрасте 15 лет; уже через год он стал чемпионом Нидерландов по боксу среди любителей с рекордом 12-1, из них 9 выиграл нокаутом. Затем Мовсесян перешёл в кикбоксинг, а в итоге и смешанные боевые искусства.
Старший брат Гегарда, Геворг также является экс-бойцом ММА, и Гегард решил пойти по его стопам. Геворг сейчас тренирует спортсменов в ММА-кэмпе в Голландии. Геворг, в настоящее время, является финансовым консультантом Гегарда.
Гегард начал карьеру в профессиональном ММА в 2003 году, и выступая в различных промоушенах Европы, он очень скоро «набил» рекорд 12-1-1.

## Карьера в смешанных боевых искусствах

#### Pride FC
Имея соотношение 12-1-1 в 2006 году Мусаси подписал контракт с крупной организацией Pride FC, где принял участие в гран-при полусредневесов. На турнире Pride Bushido 11, Мусаси выступил против олимпийского чемпиона по дзюдо Макото Такимото, одержав победу техническим нокаутом в первом раунде. В четвертьфинале Мусаси столкнулся в бою с легендой японского MMA Акихиро Гоно, после удачного первого раунда Мусаси был побеждён во втором раунде, попавшись на рычаг локтя и вылетел с гран-при. После поражения от Гоно в следующем бою Мусаси встретился с будущим чемпионом Bellator в среднем весе, кубинцем Гектором Ломбардом в резервном бою гран-при. Мусаси одержал победу по очкам единогласным решением судей.

#### Cage Warriors Fighting Championship
В 2006 году Мусаси выиграл титул чемпиона Cage Warriors FC в среднем весе, одолев Грегори Бучелагем техническим нокаутом (сдачей) в первом раунде. После завоевания титула Мусаси провёл 5 боев, во всех одержал победу, в том числе и над ветераном MMA Эванжелиста Сантусом и в 2008 году подписал контракт с японской организацией Dream.

#### Dream
В 2008 году Мусаси принял участие в гран-при Dream средневесов (84 кг), сформированного на руинах «Pride». Первый бой он провёл против финалиста гран-при Pride и мастера по бразильскому джиу джитцу Дениса Канга, одержав победу в первом раунде, поймав того на треугольник. В следующем бою Мусаси одержал победу над Юн Дон Сик единогласным решением судей и прошёл в полуфинал турнира. В полуфинале он встретился с ветераном K-1 легендарным Мелвином Манхуфом, задушив того в первом раунде поймав на треугольник и вышел в финал турнира. В финале встретился с будущим чемпионом Strikeforce и легендой бразильского джиу джитцу Роналду Соузой. Победив его нокаутом в первом раунде, став победителем гран-при в среднем весе и одновременно чемпионом Dream.

#### Чемпионат ADCC
В 2008 году 17 ноября президент ADCC по греплингу в Европе Марко Лейстен подтвердил подписание Мусаси, что он будет участвовать на чемпионатах в 2009 году. Ходили слухи, что он будет выступать в категории до 88 кг. По неизвестным причинам Мусаси никогда не участвовал в Чемпионатах ADCC в 2009 году.

#### Dream Super Hulk Grand Prix
Мусаси принял участие в гран-при тяжеловесов. Одержал победу болевым в первом раунде над легендарным самуанцем Марком Хантом. Разница между бойцами в весе составляла больше 30 кг. Ожидалось, что Мусаси проведет бой, на турнире Dream 11 против камерунца Рамо Сокуджу, но ему пришлось сняться с боя из-за травмы.

#### Affliction
Мусаси должен был провести бой против Ренату Собрала на Affliction: Trilogy, 1 августа 2009 года, но турнир был отменен за 10 дней после срыва главного боя вечера. Изначально планировалось что Мусаси встретится в бою на этом же турнире с Витором Белфортом, но этому помешали разногласия по поводу того, в какой весовой категории пройдет бой.

#### Выступление в Strikeforce и Dream
В понедельник 27 июля 2009 года было объявлено, что отмененный бой между Ренату Собралом и Гегардом Мусаси будет проходить 15 августа на турнире Strikeforce: Carano vs. Cyborg. На кону стоял чемпионский пояс Strikeforce в полутяжелом весе, которым владел Ренату Собрал. Уже в первом раунде на первой минуте Мусаси свалил Собрала на настил октагона, затем обрушил град ударов и одержал победу нокаутом став новым чемпионом Strikeforce в полутяжелом весе, а также установил рекорд проведя самый короткий титульный бой в истории организации (бой шёл 1 минуту).
Второй бой под эгидой Strikeforce он провёл против топового бойца Pride камерунца Рамо Сокуджу на турнире Strikeforce: Fedor vs. Rogers. Мусаси выиграл техническим нокаутом во 2 раунде.
На турнире Dynamite!! 2009, Мусаси победил ветерана Pride и UFC, Гари Гудриджа техническим нокаутом в первом раунде, бой проходил в тяжелом весе.
В апреле 2010 года Мусаси утратил свой чемпионский пояс Strikeforce в полутяжелом весе, проиграв Кингу Мо единогласным решением судей. Лаваль использовал свои борцовские навыки, успешно проведя 11 тейкдаунов из 14 попыток. Мусаси, однако, нанес большее количество ударов — 171 против 125 ударов Лаваля. Однако с Гегарда был снят один балл за нелегальный апкик, что также повлияло на результат. Впоследствии Лаваль провалил допинг-тест на анаболические стероиды, после боя с Лорензом Ларкином.

#### Dream бои в полутяжелом весе
В июле 2010 года Мусаси принял участие в гран-при полутяжеловесов. В первом бою Мусаси столкнулся с ветераном UFC Джейк О’Брайен, заставив его сдаться в первом раунде. В финале Мусаси одержал победу над Тацуя Мидзуно, задушив того в первом раунде, став победителем гран-при и одновременно чемпионом Dream в полутяжелом весе.

#### Последние бои в Strikeforce
Ожидалось что Мусаси проведёт бой против Майка Кайла, но Кайл выбыл из боя из-за травмы и был заменен Китом Джардином. В зрелишном поединке судьи дали ничью. После боя в интервью Ariel Helwani ММА Fighting.com, генеральный директор Strikeforce Скотт Кокер сказал: я уважаю Жардина, но думаю что Мусаси выиграл этот бой". В том же интервью, Кокер также заявил, что матч — реванш между Мусаси и Джардином был возможен в будущем. Сайт ММА Fighting.com поставил этот бой на второе место среди премий «Ограбление года.»
Следующий бой Мусаси провел против Овинса Сен-Прё, в декабре 2011 года на турнире Strikeforce: Melendez vs. Masvidal. Мусаси выиграл единогласным решением судей, показав, что улучшил свою защиту от тейкдаунов.
Ожидалось, что Мусаси встретится с Кайлом на турнире Strikeforce: Tate vs. Rousey, но Кайл в очередной раз получил травму.
Позже Гегарду была сделана операция на колене. Ожидалось возвращение к ноябрю 2012 года. Мусаси также подписал новый контракт с организацией ещё на шесть боев.
Наконец Мусаси встретился с Майком Кайлом 12 января 2013 года. Проведя успешный тейкдаун, Мусаси вошёл в маунт, затем обрушил серию ударов и закончил бой проведя удушающий сзади, заставив Кайла сдаться. Также в этом бою по неофициальной информации победитель должен был встретиться с действующим чемпионом Strikeforce в полутяжёлом весе, Дэном Хендерсоном.

#### Ultimate Fighting Championship
После того как Ultimate Fighting Championship выкупило Strikeforce, большинство бойцов получили контракт с UFC в том числе и Мусаси.
Дебют Мусаси в UFC должен был состоятся 6 апреля 2013 года в главном бою вечера на турнире UFC on Fuel TV 9 против Александра Густафссона. Тем не менее 30 марта Густафссон получил травму и был заменен новичком UFC и партнером Густофсона по тренировкам Илиром Латифи. Мусаси выиграл бой единогласным решением судей (30-27, 30-27, 30-27). Позже президент UFC Дана Уайт похвалил Гегарда который вышел на бой с тяжелой травмой колена, также применил позднее изменение тактики против противника. Также заявил, что давно является фанатом армянского бойца.

#### Переход в средний дивизион UFC
Второй бой Мусаси провел против бывшего чемпиона организации Лиото Мачиды. В феврале 2014 года, в главном событии вечера на турнире UFC Fight Night 36 . Мусаси уступил единогласным решением судей. Несмотря на поражение Мусаси получил свой первый бонус за «лучший бой вечера».
Следующий бой Мусаси провел против топового бойца UFC, Марка Муньоса 31 мая, 2014 года, на турнире UFC Fight Night 41, в главном событии вечера. Мусаси провёл удушающий приём сзади в первом раунде и тем самым заставил Муньоса сдаться, а также получил бонус за лучшее «выступление вечера».
Матч реванш между Мусаси и Жакарэ Соузой должен был состояться 2 августа, 2014 года, на турнире UFC 176. Тем менее бой был перенесен на 5 сентября, на турнир UFC Fight Night 50 где они столкнулись в главном бою вечера. Мусаси проиграл сдачей, попавшийся на гильотину в третьем раунде.
Следующий бой Мусаси провел против легендарного Дэна Хендерсона, 24 января, 2015 года, на турнире UFC on Fox 14, во втором по значимости боя вечера. Мусаси выиграл бой техническим нокаутом в первом раунде, а также получил бонус за «выступление вечера».
Следующий бой Мусаси провел против Костаса Филиппу, 16 мая, 2015 года, на турнире UFC Fight Night 66, во втором по значимости боя вечера. Мусаси выиграл бой по очкам единогласным решением судей.
Мусаси должен был встретится против Роана Корнеиру 27 сентября, 2015 года, на турнире UFC Fight Night 75. Тем не менее, Корнеиру получил травму и выбил из боя, на замену вышел ямаец Юрайя Холл. После первого раунда в доминирующей манере, Мусаси наткнулся на вертушку в начале второго раунда, после чего было добивание коленом и удары, и рефери пришлось остановить бой, это было первое поражение Мусаси техническим нокаутом. Бой стал одним из наиболее запоминающихся апсетов 2015 года. После этого боя большинство экспертов заговорили, что Мусаси уже не тот, что он утратил мотивацию в спорте, но у Мусаси было совсем другое мнение на этот счёт.
Мусаси должен был встретится против Майкла Биспинга 27 февраля, 2016 года, в главном событии вечера на турнире UFC Fight Night 84, но по неизвестным причинам Биспинг был снят с боя против Мусаси и соперником Биспинга стал Андерсон Силва, а Мусаси встретился в бою против бывшего претендента на пояс чемпиона UFC и обладателя чёрного пояса по БЖЖ, Талеса Лейтеса. Мусаси одержал победу единогласным решением судей.
На юбилейном турнире UFC 200, Мусаси должен был встретится в бою против Дерека Брансона. Позже Брансон был снят с боя по неизвестным причинам и вместо него вышел на замену перспективный боец, Тиагу Сантус. Мусаси выиграл бой нокаутом в первом раунде, а также получил бонус за «выступление вечера».
Следующим соперником Мусаси стал бывший чемпион UFC в полутяжёлом весе, Витор Белфорт. Долгожданный бой состоялся 8 октября, 2016 года, в Манчестере, на турнире UFC 204. Мусаси одержал победу техническим нокаутом во втором раунде, пробив сначала мощный хай-кик, а затем обрушил серию ударов, дальше забил бразильца ударами в партере.
На турнире UFC Fight Night 99, Мусаси столкнулся в матч реванше против Юрайя Холла, в главном бою вечера. Мусаси выиграл бой техническим нокаутом в первом раунде и тем самым закрыл свое поражение ему.

##### Мусаси vs Вайдман
В следующем бою Мусаси встретился с бывшим чемпионом UFC, американцем Крисом Вайдманом, на UFC 210, который прошёл в городе Буффало (штат Нью-Йорк) 8 апреля 2017 года. Во втором раунде Мусаси нанес Вайдману два удара с колена в голову, после второго удара, рефери Дэн Мирглиота прервал бой, подумав что удар был не по правилам. Однако после просмотра повтора ударов и мнения «Большого» Джона МакКарти, оба удара были легальными по новым правилам внесенными в 2017 год (по новым правилам когда одна рука касается канваса бить с колена можно). В конечном счете рефери посовещался с врачами и те сказали что Вайдман не может продолжать бой, так как тот не смог ответить на вопросы заданные врачами (Вопросы были: «Какой сегодня день?» И «Какой сейчас месяц?»). В конечном счете рефери решил остановить бой, присвоив победу Мусаси техническим нокаутом. После боя Мусаси обвинил Вайдмана тем, что последний хотел выиграть бой путем дисквалификации. Он был готов продолжить бой говорит Мусаси, когда Мирглиота сказал что удары были по правилам, после отведенных пяти минут которые были ему выделены вместо двух. Аудио из угла Вайдмана показала и Мэтт Серра сказал, что когда врачи у Вайдмана спросили какой сейчас месяц, Вайдман ответил что февраль. Вайдман даже не смог назвать какое сегодня число, из за этого врачи решили не допускать его на бой. NYSAC опубликовало заявление о том, что мгновенный просмотр боя разрешается, чтобы определить был ли удар по правилам или нет, опровергая слова вице-президента UFC по регламентарным вопросам Марка Ратнера, который сказал Джо Рогану, что за просмотр нужно в противном случаи оплачивать.

#### Bellator MMA
10 июля, 2017 года, Мусаси объявил что он подписал контракт с Bellator MMA на 6 боёв. Он сказал что его целью является сначала завоевание пояса в среднем весе, а затем и в полутяжелом весе.
В мейн-карде на турнире Bellator 181 было объявлено, что дебют Мусаси в Bellator произойдёт 20 октября 2017 года на турнире Bellator 185, в главном событии вечера, а его соперником станет бывший чемпион организации в среднем весе, россиянин Александр Шлеменко.

##### Мусаси vs Шлеменко
Бойцы встретились в клетке в октябре, уже в начале боя Шлеменко выполнил точный свинг правой, в результате которого у Мусаси образовалась большая гематома на глазу, и глаз практически полностью закрылся. Однако вскоре с помощью эффектного броска голландец перевёл поединок в партер и, забрав спину, предпринял несколько попыток удушения сзади. Второй раунд большей частью прошёл в обоюдном обмене ударами, однако в какой-то момент Мусаси вновь продемонстрировал свои навыки борьбы и занял более выгодное положение в партере — он наносил урон, выходил на удушение, полностью контролировал ситуацию — россиянин смог выбраться из захвата только благодаря прозвучавшему сигналу об окончании раунда. В третьем отрезке Шлеменко пошел вперед, и некоторые из его выпадов оказались успешными. По итогам напряжённого противостояния судьи единогласно с одинаковым счётом 29-28 отдали победу Мусаси. Судейское решение вызвало споры. Интернет портал Sherdog в своей трансляции назвал победителем Шлеменко. Сторонние судьи Геннадий Зуев (Главный судья Союза ММА России), Игорь Демидов (Агентство Спортивных Судей ММА), а также американский судья Джон МакКарти, отдали победу Гегарду Мусаси
Команда российского бойца не признала итог боя, а сам Шлеменко, после объявления результата, отказался пожать Мусаси руку. Помимо этого, спустя несколько часов после боя, в прямом эфире мобильного приложения «перископ» Александр Шлеменко оскорбил Мусаси и его болельщиков. В частности российский спортсмен заявил, что Мусаси выиграл за счет судей, и что он избил голландского спортсмена «как шлюху», и что удары у того как у девчонки. Спустя некоторое время команда Шлеменко подала протест в Ассоциацию боксёрских комиссий США и Международную ассоциацию смешанных единоборств (WMMAA), потребовав пересмотреть результат боя. Примечательно что апелляция была подана не в атлетическую комиссию соответствующего штата США в котором проходил поединок, и куда надо подавать согласно правилам проумошена жалобу, а в основанную россиянами Вадимом Филькенштейном и Светланой Федюковой организацию WMMAA, в которой нет представительства США. Впоследствии, на основании того что в работе судей не было найдено ошибок, поданная апелляция была отклонена.

#### Чемпион Bellator MMA в среднем весе
Мусаси встретился в бою против действующего чемпиона Bellator в среднем весе, бразильцем Рафаэлем Карвалью, на турнире Bellator 200, 25 мая, в Лондоне. Мусаси одержал победу техническим нокаутом в первом раунде и стал новым чемпионом Bellator в средней весовой категории. Мусаси стал первым бойцом, который завоевывал титулы чемпиона Strikeforce и Bellator MMA.
В следующем бою Мусаси провел свою первую защиту титула против чемпиона в полусреднем весе, Рори МакДональда, на турнире Bellator 206, 29 сентября, в Сан-Хосе. Мусаси одержал победу техническим нокаутом во втором раунде, проведя свою первую защиту титула.
Мусаси должен был провести вторую защиту титула против американца Рафаэля Ловато младшего, на турнире Bellator 214, в ко-мейн ивенте, 26 января 2019 года, в Инглвуде. Однако 20 декабря 2018 года сообщилось, что Мусаси был снят с боя против Ловато, из за полученной травмы спины. Через некоторое время было объявлено, что бой против Ловато младшего состоится 22 июня 2019 года, бой пройдет на турнире Bellator 223, в Лондоне, в главном событии вечера. Мусаси утратил титул чемпиона Bellator в среднем весе, проиграв большинством голосов судей.

#### Возвращение в статус претендента
В следующем бою Мусаси встретился в матч реванше с бывшим чемпионом UFC Лиото Мачидой, долгожданный реванш состоялся в главном бою вечера, на турнире Bellator 228, который прошел 29 сентября 2019 года, в Инглвуде, штат Калифорния. Мусаси одержал победу по очкам раздельным решением судьей (28-29, 29-28, 30-27). До боя Скотт Кокер говорил, что победитель боя Мусаси vs. Мачида встретиться в следующем поединке c чемпионом Bellator в полутяжелом весе, американцем Райаном Бейдером, но на пресс конференции после боя Мусаси сказал, что ему на данный момент не интересен Райан Бейдер, а что он хочет провести реванш с Ловато.

## M-1 Global
В августе 2009 года Мусаси сотрудничал с M-1 Global, где тренировался и проводил спарринги с бывшим чемпионом Pride и действующим на тот момент чемпионом WAMMA в супертяжелом весе легендарным Федором Емельяненко, другом и товарищем по команде. Два друга встретились в товарищеском матче, оба провели друг против друга по два броска в стиле дзюдо, затем Фёдор провёл болевой приём.
В феврале 2010 года Мусаси покинул M-1 Global, в электронной почте написав что ценит все что они ему сделали. Он написал: я благодарю за все что я был промоутером и управляющим компании за все это время, это позволило мне многого добиться, но мне надо двигаться дальше, защищать титул чемпиона Strikeforce и выступать в Японии, в организации Dream.

## Кикбоксинг

#### K-1 Dynamite!! 2008
В некоторой степени неожиданностью для мира ММА, Мусаси согласился выступать по правилам кикбоксинга на тот момент в лучшей организации мира K-1, в Японии на Dynamite !! 2008. Мусаси будучи весом 97,8 кг (216 фунтов) хотел выступать в разных весовых категориях. Мусаси заявил что после победы на гран-при Dream в среднем весе, хотел бы подняться в тяжелый вес. Мусаси был андердогом в бою против именитого Японского бойца финалиста турнира K-1 World Grand Prix Акиро Мори, более известного как Мусаши. Бой прошел на новогоднем турнире Dynamite !! 2008 в тяжелом весе. Для Мусаси дебют в K-1 стал очень удачным, он выиграл бой нокаутом уже в первом раунде. Мусаси закончил 2008 год непобедимым, 6-0 в ММА и 1-0 в К-1.

#### K-1 Dynamite!! 2010
Соперником для Мусаси на новый год стал чемпион K-1 в супертяжелом весе и звезда кикбоксинга Киотаро. Эксперты считали фаворитом именно Киотаро с его филигранной техникой. Но Мусаси снова смог удивить публику, одолев Киотаро единогласным решением судей и став первым бойцом который смог отправить его в нокдаун.

## Летние Олимпийские игры 2012 года
31 января 2011 года появилась информация, что Мусаси рассматривает возможность участия на летних Олимпийских играх в 2012 года по боксу. Мусаси пытался пройти квалификацию через отборочные игры в Нидерландах. Мусаси уже известен в любительском боксе, будучи бывшим чемпионом Нидерландов по боксу.
После травмы и подписания нового контракта со Strikeforce он отказался от участия на Олимпийских играх.

## Титулы и достижения
- Bellator MMA
  - Чемпион Bellator в среднем весе (два раза).
  - Три успешные защиты титула.
- Ultimate Fighting Championship
  - Обладатель премии «Лучший бой вечера» (один раз) против Лиото Мачиды.
  - Обладатель премии «Выступление вечера» (три раза) против Марка Муньоса, Дэна Хендерсона и Тиагу Сантуса.
- Strikeforce
  - Чемпион Strikeforce в полутяжёлом весе (один раз).
  - Самый короткий титульный бой в истории Strikeforce (1:00; против Ренату Собрала).
- DREAM
  - Чемпион Dream в среднем весе.
  - Чемпион Dream в полутяжёлом весе.
  - Одна успешная защита титула в полутяжёлом весе.
  - Первый и единственный чемпион Dream который смог завоевать титул в нескольких категориях (в двух).
- Cage Warriors Fighting Championship
  - Чемпион CWFC в среднем весе (один раз).
- World MMA Awards[англ.]
  - «Лучший боец Европы 2009 года».
- Inside MMA
  - 2008 Большой Прорыв Премии Bazzie.
- Bleacher Report
  - Боец 2008 года.
- MMADNA.nl
  - Лучший голландский боец 2016 года.
  - Лучший голландский боец 2017 года.
- Любительский бокс
  - Чемпион Нидерландов по боксу среди любителей (2001)

## Статистика
| Боёв 60  | Побед 49 | Поражений 9 |
| -------- | -------- | ----------- |
| Нокаутом | 28       | 1           |
| Сдачей   | 12       | 3           |
| Решением | 9        | 5           |
| Ничьи    | 2        | 2           |

| Результат | Рекорд | Соперник           | Способ                                                  | Турнир                                | Дата             | Раунд | Время | Место                       | Примечание                                                                                      |
| --------- | ------ | ------------------ | ------------------------------------------------------- | ------------------------------------- | ---------------- | ----- | ----- | --------------------------- | ----------------------------------------------------------------------------------------------- |
| Поражение | 49-9-2 | Фабиан Эдвардс     | Единогласное решение                                    | Bellator 296                          | 12 мая 2023      | 5     | 5:00  | Париж, Франция              |                                                                                                 |
| Поражение | 49-8-2 | Джонни Эблин       | Единогласное решение                                    | Bellator 282                          | 24 июня 2022     | 5     | 5:00  | Анкасвилл, США              | Утратил титул чемпиона Bellator в среднем весе.                                                 |
| Победа    | 49-7-2 | Остин Вандерфорд   | Технический нокаут                                      | Bellator 275                          | 25 февраля 2022  | 1     | 1:25  | Дублин, Ирландия            | Защитил титул чемпиона Bellator в среднем весе.                                                 |
| Победа    | 48-7-2 | Джон Солтер        | Технический нокаут                                      | Bellator 264                          | 13 августа 2021  | 3     | 2:07  | Анкасвилл, США              | Защитил титул чемпиона Bellator в среднем весе.                                                 |
| Победа    | 47-7-2 | Дуглас Лима        | Единогласное решение                                    | Bellator 250                          | 29 октября 2020  | 5     | 5:00  | Анкасвилл, США              | Завоевал вакантный титул чемпиона Bellator в среднем весе.                                      |
| Победа    | 46-7-2 | Лиото Мачида       | Раздельное решение                                      | Bellator 228                          | 28 сентября 2019 | 3     | 5:00  | Инглвуд, Калифорния, США    |                                                                                                 |
| Поражение | 45-7-2 | Рафаэль Ловато     | Решение большинства                                     | Bellator 223                          | 22 июня 2019     | 5     | 5:00  | Лондон, Великобритания      | Утратил титул чемпиона Bellator в среднем весе.                                                 |
| Победа    | 45-6-2 | Рори Макдональд    | Технический нокаут (удары руками и локтями)             | Bellator 206                          | 29 сентября 2018 | 2     | 3:23  | Сан-Хосе, Калифорния, США   | Защитил титул чемпиона Bellator в среднем весе.                                                 |
| Победа    | 44-6-2 | Рафаэл Карвалью    | Технический нокаут (удары)                              | Bellator 200                          | 25 мая 2018      | 1     | 3:35  | Лондон, Великобритания      | Завоевал титул чемпиона Bellator в среднем весе.                                                |
| Победа    | 43-6-2 | Александр Шлеменко | Единогласное решение                                    | Bellator 185                          | 20 октября 2017  | 3     | 5:00  | Анкасвилл, Коннектикут, США | Дебют в Bellator MMA.                                                                           |
| Победа    | 42-6-2 | Крис Вайдман       | Технический нокаут (удары коленями)                     | UFC 210                               | 8 апреля 2017    | 2     | 3:13  | Буффало, Нью-Йорк, США      |                                                                                                 |
| Победа    | 41-6-2 | Юрая Холл          | Технический нокаут (удары)                              | UFC Fight Night: Mousasi vs. Hall 2   | 19 ноября 2016   | 1     | 4:37  | Белфаст, Северная Ирландия  |                                                                                                 |
| Победа    | 40-6-2 | Витор Белфорт      | Технический нокаут (удары)                              | UFC 204                               | 9 октября 2016   | 2     | 2:43  | Манчестер, Великобритания   |                                                                                                 |
| Победа    | 39-6-2 | Тиагу Сантус       | Нокаут (удары)                                          | UFC 200                               | 9 июля 2016      | 1     | 4:32  | Лас-Вегас, США              | Выступление вечера.                                                                             |
| Победа    | 38-6-2 | Талес Лейтес       | Единогласное решение                                    | UFC Fight Night: Silva vs. Bisping    | 27 февраля 2016  | 3     | 5:00  | Лондон, Великобритания      |                                                                                                 |
| Поражение | 37-6-2 | Юрая Холл          | Технический нокаут (удар коленом в воздухе и добивание) | UFC Fight Night: Nelson vs. Barnett   | 27 сентября 2015 | 2     | 1:15  | Токио, Япония               |                                                                                                 |
| Победа    | 37-5-2 | Костас Филиппу     | Единогласное решение                                    | UFC Fight Night: Edgar vs. Faber      | 16 мая 2015      | 3     | 5:00  | Пасай, Филиппины            |                                                                                                 |
| Победа    | 36-5-2 | Дэн Хендерсон      | Технический нокаут (удары)                              | UFC on Fox: Gustafsson vs. Johnson    | 24 января 2015   | 1     | 1:10  | Стокгольм, Швеция           | Выступление вечера.                                                                             |
| Поражение | 35-5-2 | Роналду Соуза      | Удушающий приём (гильотина)                             | UFC Fight Night: Jacare vs. Mousasi   | 5 сентября 2014  | 3     | 4:30  | Ледьярда, Коннектикут, США  |                                                                                                 |
| Победа    | 35-4-2 | Марк Муньос        | Удушающий приём (удушение сзади)                        | UFC Fight Night: Munoz vs. Mousasi    | 31 мая 2014      | 1     | 3:57  | Берлин, Германия            | Выступление вечера.                                                                             |
| Поражение | 34-4-2 | Лиото Мачида       | Единогласное решение                                    | UFC Fight Night: Machida vs. Mousasi  | 15 февраля 2014  | 5     | 5:00  | Жарагуа-ду-Сул, Бразилия    | Возвращение в средний вес. Лучший бой вечера.                                                   |
| Победа    | 34-3-2 | Илир Латифи        | Единогласное решение                                    | UFC on Fuel TV: Mousasi vs. Latifi    | 6 апреля 2013    | 3     | 5:00  | Стокгольм, Швеция           | Дебют в UFC.                                                                                    |
| Победа    | 33-3-2 | Майк Кайл          | Удушающий приём (удушение сзади)                        | Strikeforce: Marquardt vs. Saffiedine | 12 января 2013   | 1     | 4:09  | Оклахома-Сити, США          |                                                                                                 |
| Победа    | 32-3-2 | Овинс Сен-Прё      | Единогласное решение                                    | Strikeforce: Melendez vs. Masvidal    | 17 декабря 2011  | 3     | 5:00  | Сан-Диего, США              |                                                                                                 |
| Победа    | 31-3-2 | Хироси Идзуми      | Технический нокаут (удары)                              | Dream: Japan GP Final                 | 16 июля 2011     | 1     | 3:29  | Токио, Япония               | Защитил титул чемпиона Dream в полутяжёлом весе.                                                |
| Ничья     | 30-3-2 | Кит Джардин        | Решение большинства                                     | Strikeforce: Diaz vs. Daley           | 9 апреля 2011    | 3     | 5:00  | Сан-Диего, США              | С Мусаси было снято 1 очко в первом раунде.                                                     |
| Победа    | 30-3-1 | Тацуя Мидзуно      | Удушающий приём (удушение сзади)                        | Dream 16                              | 25 сентября 2010 | 1     | 6:10  | Нагоя, Япония               | Финал гран-при DREAM 2010 в полутяжёлом весе. Завоевал титул чемпиона Dream в полутяжёлом весе. |
| Победа    | 29-3-1 | Джейк О’Брайен     | Удушающий приём (гильотина)                             | Dream 15                              | 10 июля 2010     | 1     | 0:31  | Сайтама, Япония             | Полуфинал гран-при DREAM 2010 в полутяжёлом весе. О’Брайен не сделал вес (212 фунта).           |
| Поражение | 28-3-1 | Мухаммед Лаваль    | Единогласное решение                                    | Strikeforce: Nashville                | 17 апреля 2010   | 5     | 5:00  | Нашвилл, США                | Утратил титул чемпиона Strikeforce в полутяжёлом весе.                                          |
| Победа    | 28-2-1 | Гари Гудридж       | Технический нокаут (удары)                              | Dynamite!! 2009                       | 31 декабря 2009  | 1     | 1:34  | Сайтама, Япония             | Бой в тяжёлом весе.                                                                             |
| Победа    | 27-2-1 | Сокуджу            | Технический нокаут (удары)                              | Strikeforce: Fedor vs. Rogers         | 7 ноября 2009    | 2     | 3:43  | Хоффман-Эстейтс, США        |                                                                                                 |
| Победа    | 26-2-1 | Ренату Собрал      | Нокаут (удары руками)                                   | Strikeforce: Carano vs. Cyborg        | 15 августа 2009  | 1     | 1:00  | Сан-Хосе, Калифорния, США   | Завоевал титул чемпиона Strikeforce в полутяжёлом весе.                                         |
| Победа    | 25-2-1 | Марк Хант          | Болевой приём (кимура)                                  | Dream 9                               | 26 мая 2009      | 1     | 1:19  | Иокогама, Япония            | Гран-при DREAM Супер Халк. Бой в тяжёлом весе.                                                  |
| Победа    | 24-2-1 | Роналду Соуза      | Нокаут (удар ногой снизу вверх)                         | Dream 6                               | 23 сентября 2008 | 1     | 2:15  | Сайтама, Япония             | Финал гран-при DREAM 2008 в среднем весе. Завоевал титул чемпиона Dream в среднем весе.         |
| Победа    | 23-2-1 | Мелвин Манхуф      | Удушающий приём (треугольник)                           | Dream 6                               | 23 сентября 2008 | 1     | 1:28  | Сайтама, Япония             | Полуфинал гран-при DREAM 2008 в среднем весе.                                                   |
| Победа    | 22-2-1 | Юн Дон Сик         | Единогласное решение                                    | Dream 4                               | 15 июня 2008     | 2     | 5:00  | Иокогама, Япония            | Четвертьфинал гран-при DREAM 2008 в среднем весе.                                               |
| Победа    | 21-2-1 | Денис Кан          | Удушающий приём (треугольник)                           | Dream 2                               | 29 апреля 2008   | 1     | 3:10  | Сайтама, Япония             | Гран-при DREAM 2008 в среднем весе.                                                             |
| Победа    | 20-2-1 | Стив Менсинг       | Технический нокаут (удары)                              | M-1 Mixfight                          | 2 марта 2008     | 1     | 2:44  | Ландсмер, Нидерланды        |                                                                                                 |
| Победа    | 19-2-1 | Эванжелиста Сантус | Технический нокаут (удары)                              | HCF: Destiny                          | 1 февраля 2008   | 1     | 3:42  | Калгари, Канада             | Бой в промежуточном весе 194 фунтов (87 кг).                                                    |
| Победа    | 18-2-1 | Дамир Миренич      | Технический нокаут (удары)                              | HCF: Title Wave                       | 19 октября 2007  | 1     | 4:46  | Калгари, Канада             |                                                                                                 |
| Победа    | 17-2-1 | Кейси Ускола       | Технический нокаут (удары)                              | Bodog FIGHT                           | 25 августа 2007  | 1     | 4:56  | Ванкувер, Канада            |                                                                                                 |
| Победа    | 16-2-1 | Александр Кокоев   | Единогласное решение                                    | M-1 MFC: Battles                      | 21 июля 2007     | 3     | 5:00  | Санкт-Петербург, Россия     |                                                                                                 |
| Победа    | 15-2-1 | Грегори Бучелагем  | Технический нокаут (сдача при ударах)                   | CWFC: Enter                           | 9 декабря 2006   | 1     | 2:20  | Ноттингем, Великобритания   | Завоевал титул чемпиона Cage Warriors в среднем весе.                                           |
| Победа    | 14-2-1 | Эктор Ломбард      | Единогласное решение                                    | Pride Bushido 13                      | 5 ноября 2006    | 2     | 5:00  | Иокогама, Япония            | Гран-при PRIDE 2006 резервный бой в полусреднем весе.                                           |
| Поражение | 13-2-1 | Акихиро Гоно       | Болевой приём (рычаг локтя)                             | Pride Bushido 12                      | 26 августа 2006  | 2     | 4:24  | Нагоя, Япония               | Четвертьфинал гран-при PRIDE 2006 в полусреднем весе.                                           |
| Победа    | 13-1-1 | Макото Такимото    | Технический нокаут (повреждение глаза)                  | Pride Bushido 11                      | 4 июня 2006      | 1     | 5:34  | Сайтама, Япония             | Гран-при PRIDE 2006 в полусреднем весе.                                                         |
| Победа    | 12-1-1 | Хидэтада Ириэ      | Технический нокаут (остановка углом)                    | Deep: 24 Impact                       | 11 апреля 2006   | 2     | 1:29  | Токио, Япония               |                                                                                                 |
| Победа    | 11-1-1 | Санджин Кадун      | Технический нокаут (удары)                              | Future Battle                         | 5 марта 2006     | 1     | 0:35  | Берген-оп-Зом, Нидерланды   |                                                                                                 |
| Победа    | 10-1-1 | Андре Фиет         | Технический нокаут (удары)                              | 2H2H: Mixed Fight                     | 17 декабря 2005  | 1     | 0:40  | Ландсмер, Нидерланды        |                                                                                                 |
| Победа    | 9-1-1  | Цуёси Курихара     | Нокаут (удар коленом)                                   | Deep: 22 Impact                       | 2 декабря 2005   | 1     | 0:10  | Токио, Япония               | Бой в полутяжёлом весе.                                                                         |
| Победа    | 8-1-1  | Стефан Клевер      | Технический нокаут (удары)                              | Europe: Rotterdam Rumble              | 9 октября 2005   | 1     | 3:39  | Роттердам, Нидерланды       |                                                                                                 |
| Победа    | 7-1-1  | Чико Мартинес      | Удушающий приём (удушение сзади)                        | JE: Holland vs. Russia                | 24 апреля 2005   | 1     | 4:39  | Ландсмер, Нидерланды        |                                                                                                 |
| Победа    | 6-1-1  | Джон Доннелли      | Болевой приём (рычаг локтя)                             | Rings: Bushido Ireland                | 12 марта 2005    | 1     | 1:02  | Дублин, Ирландия            |                                                                                                 |
| Поражение | 5-1-1  | Петрас Маркевичус  | Болевой приём (рычаг локтя)                             | Fight Festival 13                     | 28 февраля 2005  | 2     | 1:49  | Хельсинки, Финляндия        |                                                                                                 |
| Победа    | 5-0-1  | Эрик Оганов        | Удушающий приём (удушение сзади)                        | M-1 MFC: Fight Night                  | 5 февраля 2005   | 1     | 2:16  | Санкт-Петербург, Россия     |                                                                                                 |
| Победа    | 4-0-1  | Роди Трост         | Технический нокаут (удары)                              | IMA: MixFight                         | 19 декабря 2004  | 1     | 3:18  | Ландсмер, Нидерланды        |                                                                                                 |
| Победа    | 3-0-1  | Нико Пухакка       | Удушающий приём (удушение сзади)                        | Fight Festival 11                     | 11 сентября 2004 | 2     | 2:17  | Хельсинки, Финляндия        |                                                                                                 |
| Ничья     | 2-0-1  | Хильсон Феррейра   | Решение большинства                                     | Fight Gala                            | 15 ноября 2003   | 2     | 5:00  | Зандам, Нидерланды          |                                                                                                 |
| Победа    | 2-0    | Ксандер Нэль       | Технический нокаут (удары)                              | IMA: Mixfight                         | 12 октября 2003  | 1     | 1:05  | Бадхуведорп, Нидерланды     |                                                                                                 |
| Победа    | 1-0    | Даниэль Спек       | Технический нокаут (удары)                              | 2H2H: 1st Open Team                   | 27 апреля 2003   | 1     | 3:40  | Амстердам, Нидерланды       |                                                                                                 |